# Dekanat Resko
Dekanat Resko – jeden z dekanatów w archidiecezji szczecińsko-kamieńskiej.

## Parafie
- Parafia Przemienienia Pańskiego w Płotach
- Radowo Małe (pw. Matki Boskiej Szkaplerznej)
- Radowo Wielkie (pw. Najświętszego Serca Pana Jezusa)
- Parafia Niepokalanego Poczęcia Najświętszej Maryi Panny w Resku
- Starogard (pw. Najświętszego Serca Pana Jezusa)

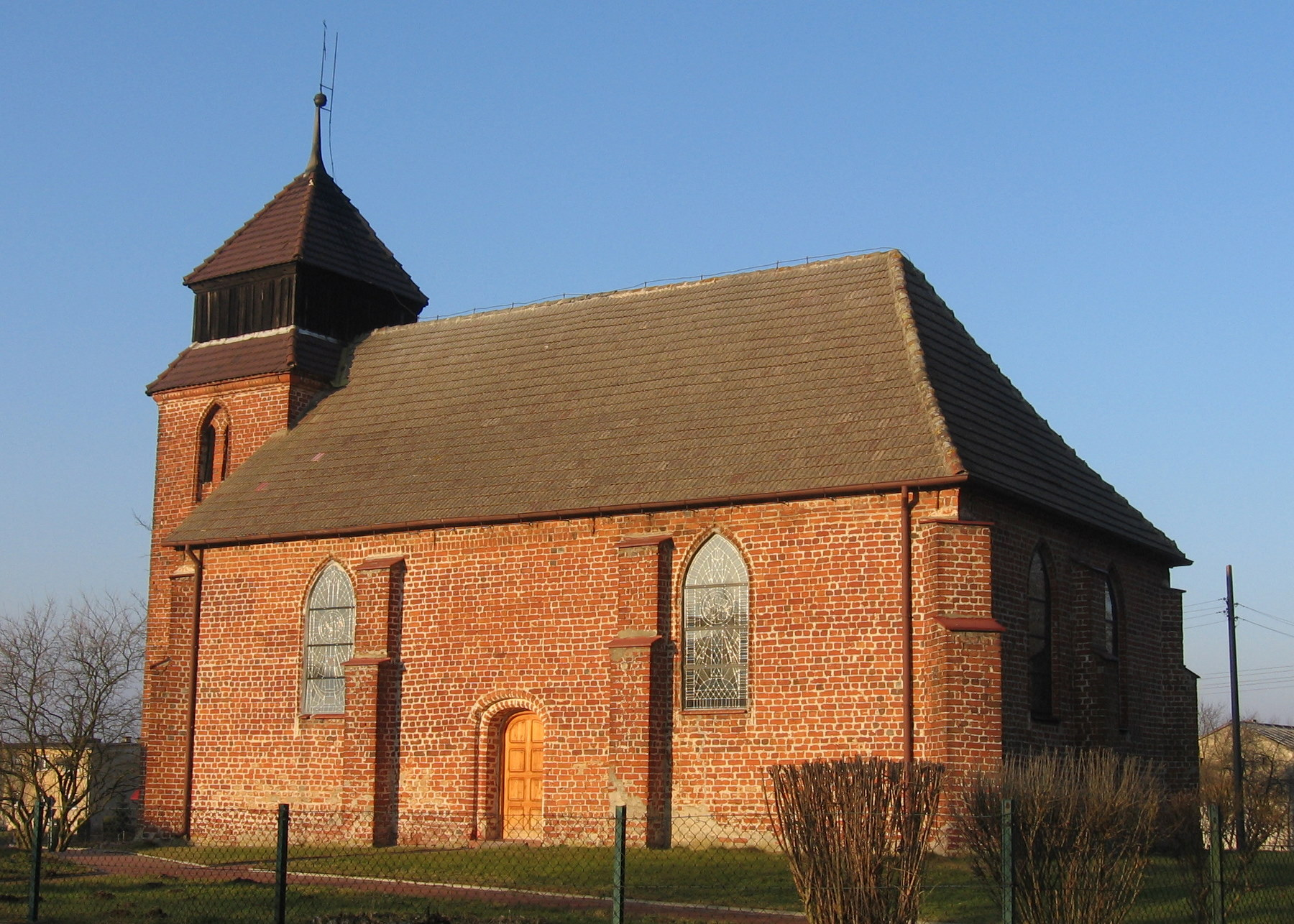
Kościół w Radowie Wielkim

## Funkcje w dekanacie
- Dziekan: ks. kan. mgr lic. Marian Kaptur[1]
- Wicedziekan: